# Vasoaktive Substanz
Vasoaktive Substanzen sind Stoffe, welche den Gefäßtonus beeinflussen. Sie wirken über zentrale oder periphere Mechanismen.
- Vasodilatatoren: gefäßerweiternde, damit blutdrucksenkende Arzneimittel, z. B. Alphablocker, Organische Nitrate und Nitroprussid[1]
- Vasokonstringenzien: gefäßverengende, blutdrucksteigernde Arzneimittel, z. B. die Mutterkornalkaloide und das als Nasenspray verabreichte Xylometazolin

Weitere vasoaktive Substanzen, die im Endothel gebildet oder am Endothel aktiviert werden, sind u. a. Prostacyclin, EDHF (endothel-derived hyperpolarizing factor, hyperpolarisierender Faktor), Acetylcholin, Serotonin, Histamin und Bradykinin. Zusätzlich wird die Vasokonstriktion durch Systeme wie dem Atrial-natriuretischem Peptid (ANP), dem Renin-Angiotensin-Aldosteron-System (RAAS) und dem sympathischen Nervensystem beeinflusst.